# Seznam uměleckých realizací ve veřejném prostoru v Běchovicích
Seznam uměleckých realizací v Běchovicích v Praze 21 obsahuje tvorbu výtvarných umělců umístěnou ve veřejném prostoru v katastrálním území Běchovice. Seznam je řazen podle ulic a nemusí být úplný.

## Seznam uměleckých realizací
| Název                                | Fotografie                                                                       | Lokace                                                  | Autor                                            | Rok  | Popis                        | Poznámka                     |
| ------------------------------------ | -------------------------------------------------------------------------------- | ------------------------------------------------------- | ------------------------------------------------ | ---- | ---------------------------- | ---------------------------- |
| Památník tradičního závodu Běchovice | Kategorie „Memorial to the Běchovice - Prague running race“ na Wikimedia Commons | Českobrodská 50°4′52,71″ s. š., 14°36′54,3″ v. d.       | František Radvan (*1922) Jaroslav Heyduk (*1908) | 1972 | socha, epoxidový sklolaminát | Závod Běchovice–Praha        |
| Dvojice                              |                                                                                  | Podnikatelská 566 50°5′19,61″ s. š., 14°36′46,67″ v. d. | Ludvík Kodym (*1922)                             | 1974 | socha, fontána, pískovec     | Výzkumný ústav v Běchovicích |